# Nahuel Huapí-tó
A Nahuel Huapí-tó Argentínában található, észak-Patagóniában, Río Negro és Neuquén tartományok határán. A tó a Nahuel Huapí Nemzeti Park területén fekszik, 770 méterrel a tengerszint felett. Felszíne 529 km². A tó kristálytiszta vize 7 °C hőmérsékletű. A tónak 7 nyúlványa van, amik külön névvel bírnak:  Blest (36 km²), Huemul (21,5 km²), de la Tristeza (18,5 km²), Campanario (7,9 km²), Machete, del Rincón és Última Esperanza. Kisebb tavakkal is összeköttetésben áll (Gutiérrez, Moreno, Espejo és Correntoso). Legnagyobb szigete a 30 km²-es Isla Victoria. A tó neve a terület őslakónak, a mapucséknak a nyelvéből ered, jelentése: a jaguár szigete.
A tóban szivárványos pisztráng, sebes pisztráng és pataki pisztráng-kolóniák élnek, amik jelentős számú horgászt vonzanak. Annak ellenére, hogy a tó messze fekszik az óceántól és magasan, kárókatonák és sirályok lakhelye is.  Népszerű sportja a kajakozás. A tóból ered a Limay folyó. Helyi legendák szerint a tóban él egy tavi szörny, Nahuelito.
2011. január 2-án földrengés rázta meg Chile egy a tóhoz közel eső vidékét. A földrengés után a tóban tisztább áramlatok jelentek meg.

## Fordítás
Ez a szócikk részben vagy egészben  a   Nahuel Huapi Lake című angol Wikipédia-szócikk ezen változatának fordításán alapul.  Az eredeti cikk szerkesztőit annak laptörténete sorolja fel. Ez a jelzés csupán a megfogalmazás eredetét és a szerzői jogokat jelzi, nem szolgál a cikkben szereplő információk forrásmegjelöléseként.